# ألكساندر باكوليف
 ألكساندر باكوليف جراح سوفيتي، وأحد مؤسسي جراحة القلب والأوعية الدموية في الاتحاد السوفيتي.
في عام 1958 انتخب كعضو في الأكاديمية الروسية للعلوم.
توفي في موسكو عام 1967.

## روابط خارجية
- ألكساندر باكوليف على موقع مونزينجر (الألمانية)